# Christina Rossetti
(Il vento)
Christina Georgina Rossetti (Londra, 5 dicembre 1830 – Londra, 29 dicembre 1894) è stata una poetessa britannica, sorella di Dante Gabriel, William Michael e Maria Francesca. Il padre, Gabriele Rossetti, era un poeta italiano. La madre, Frances Polidori, era la sorella del medico di Lord Byron, John William Polidori.

## Biografia

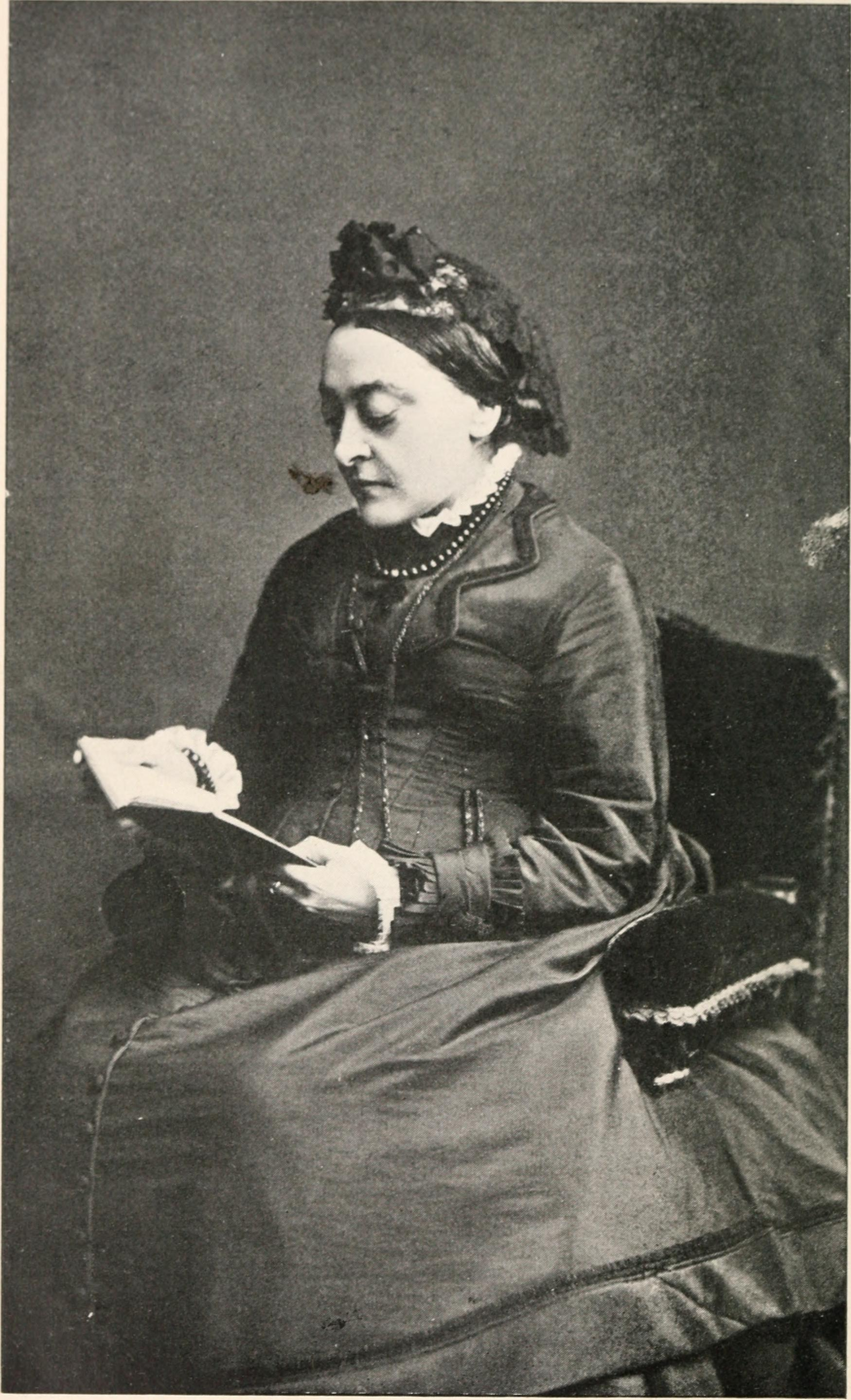
Christina Rossetti nel 1893-4.

Christina Rossetti nacque a Londra e fu educata in casa dalla madre. Intorno al 1840 la famiglia aveva grosse difficoltà economiche dovute al peggioramento della salute fisica e mentale di suo padre. A 14 anni Christina soffrì di una crisi nervosa che fu seguita dalla depressione. In questo periodo lei, la madre e la sorella si interessarono al movimento anglo-cattolico, che era parte della Chiesa anglicana. La devozione religiosa ebbe un ruolo importante nella vita di Christina: appena diciottenne si impegnò sentimentalmente con il pittore James Collinson, ma la relazione finì perché quest'ultimo tornò ad essere cattolico. In seguito si legò al linguista Charles Cayley ma non lo sposò, nuovamente per motivi religiosi. Morì di cancro nel 1894 e venne seppellita nell'Highgate Cemetery. All'inizio del Novecento, con il modernismo, la sua popolarità venne offuscata, come anche quella di molti altri scrittori dell'epoca vittoriana. Christina Rossetti rimase a lungo dimenticata fino a quando negli anni settanta venne riscoperta da studiose femministe.

## Composizioni
L'Italo-britannica Christina Rossetti iniziò a scrivere molto presto, ma solo all'età di 31 anni vide pubblicata la sua prima raccolta di poesie, Goblin Market and Other Poems (1862). L'opera ottenne una critica molto favorevole e Christina venne salutata come la naturale erede di Elizabeth Barrett Browning nel ruolo di female laureate. Il titolo che dà il nome alla raccolta è il lavoro più famoso di Christina Rossetti, e nonostante a prima vista sembri semplicemente una filastrocca sulle disavventure di due sorelle in mezzo agli gnomi (goblins), la poesia è complessa e ha diversi livelli di lettura. La critica l'ha interpretata in modi molto diversi: vi ha visto un'allegoria sulla tentazione e la redenzione, un commento sui ruoli sessuali nell'epoca vittoriana, e la tematizzazione del desiderio erotico e la redenzione sociale.
Christina Rossetti continuò a scrivere e pubblicare per il resto della sua vita e si concentrò soprattutto sulla poesia devozionale e per bambini. Tuttavia le cose più interessanti che ha scritto sono poesie d'amore. Non si tratta di fantasie o di petrarchismo cortese: nascono da storie d'amore dolorosamente vissute e da sprazzi di lucidità che trasformano il dolore in un sentimento leggero e giocoso. La famosa When I am dead, my dearest esprime tutta la sua insicurezza: Christina non è sicura del proprio amore quanto non è sicura dell'amore dell'amato, il quale dunque non viene caricato di doveri, che del resto neppure lei potrebbe sopportare.
Mantenne una grande cerchia di amici e per dieci anni lavorò come volontaria in una casa di accoglienza per prostitute. Rimase ambivalente riguardo al suffragio femminile, ma molti hanno riconosciuto tematiche femministe nella sua poesia. In più era contro la guerra, la schiavitù, la crudeltà contro gli animali, lo sfruttamento sessuale delle minorenni e ogni forma di aggressione militare.

## Opere
- Goblin Market and Other Poems (1862)
- The Prince's Progress and Other Poems (1866)
- Commonplace (1870)
- Sing-Song: a Nursery Rhyme Book (1872, 1893)[1]
- In the Bleak Midwinter (1872)
- A Pageant and Other Poems (1881)
- Verses (1893)
- New Poems (1895)
- Up-Hill (1887)
- Monna Innominata: Sonnets and Songs (1899)[2]
- Aloof
- Symbols[3]
- Cousin Kate
- In an Artist's Studio (1896)

### Traduzioni
- Nostalgia del cielo, poesie di Christina Rossetti, a cura di Silvio Raffo, Firenze, Le Lettere, 2001, 2006.
- Il cammino del principe, a cura di Fabio Monticelli e Sara Elena Rossetti, Roma, Galassia Arte 2013, ISBN 978-88-97695-87-5.
- Il mercato dei folletti, a cura di Sara Elena Rossetti e Fabio Monticelli, Genova, San Marco dei Giustiniani, 2009, ISBN 8874942257.
- Il mercato dei folletti (Goblin Market), Traduzione di Teodorico Pietrocola Rossetti, Nota Introduttiva di Gianni Oliva, Vasto, Il Torcoliere-Centro europeo di studi rossettiani, 2025, pp.106